# Zapornia
Zapornia es un género de aves gruiformes perteneciente a la familia Rallidae que agrupa a especies extendidas por todo el mundo, salvo en América. No obstante, existen registros de individuos errantes en dicho continente.
Sus miembros fueron agrupados durante gran parte del siglo xx dentro del género Porzana.

## Especies
De acuerdo a la Clements checklist of Birds of the World, el género agrupa las siguientes especies:
- Z. fusca (Linnaeus, 1766)
- Z. paykullii (Ljungh, 1813)
- Z. akool (Sykes, 1832)
- Z. flavirostra (Swainson, 1837)
- Z. parva (Scopoli, 1769)
- Z. pusilla (Pallas, 1776)
- Z. astrictocarpus † (Olson, 1975)
- Z. palmeri † (Frohawk, 1892)
- Z. olivieri (Grandidier & Berlioz, 1929)
- Z. bicolor (Walden, 1872)
- Z. sandwichensis † (Gmelin, 1789)
- Z. nigra † (Miller, 1784)
- Z. atra (North, 1908)
- Z. tabuensis (Gmelin, 1789)
- Z. monasa † (Kittlitz, 1858)